# Scoglio Cannone
Lo scoglio Cannone (o anche Scoglio del Cannone) è uno scoglio in prossimità dell'isola di Procida, in Campania, adiacente al porto di Marina Grande.